# Ragbyový klub Slavia Praha
Il Ragbyový klub Slavia Praha ("Associazione rugbistica Slavia Praga"; abbreviato in R.K. Slavia Praha) è una società di rugby di Praga fondata il 13 aprile 1927. È la più antica squadra di rugby della Repubblica Ceca nonché una delle più vincenti.

## Storia
Fondata il 13 aprile 1927 sotto il nome di SK Slavia Praha vinse nel 1929 il primo campionato di Cecoslovacchia. Dal 1927 al 1934 vinse cinque titoli nazionali. Conquistò consecutivamente il titolo dal 1956 al 1959 per poi tornare a vincere nel 1961 e nel 1964. Nel 1969 e 1971 vinse gli ultimi due titoli di Cecoslovacchia. Nel 2010 si vinse il primo campionato ceco.

## Palmarès

### Competizioni nazionali
- Campionato ceco di rugby a 15: 1
2009-10
- Campionati cecoslovacchi: 12
1928-29, 1929-30, 1931-32, 1932-33, 1933-34, 1955-56, 1956-57, 1957-58, 1958-59, 1963-64, 1968-69, 1970-71